# Leuggern
Leuggern es una comuna suiza del cantón de Argovia, situada en el distrito de Zurzach. Limita al noroeste con la comuna de Full-Reuenthal, al noreste con Waldshut-Tiengen (DE-BW) y Koblenz, al este con Klingnau, al sureste con Böttstein, al sur con Mandach, al suroeste con Mettauertal, y al oeste con Leibstadt.

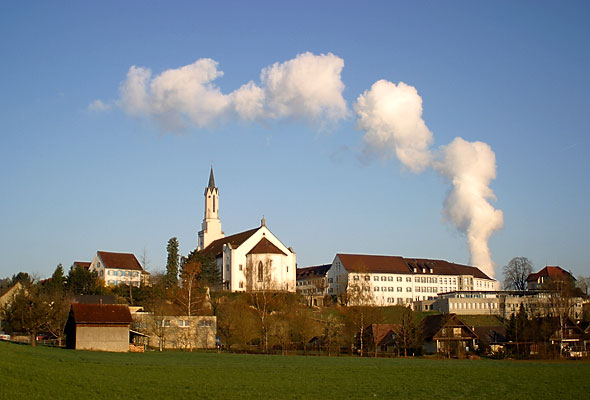
Leuggern.